# Театр драмы и комедии имени В. И. Дунина-Марцинкевича
Могилёвский областной театр драмы и комедии имени В. И. Дунина-Марцинкевича — театр в городе Бобруйск (Республика Беларусь).
Датой возникновения драматического театра в Бобруйске считается 1944 год, когда постановлением Совета народных комиссаров Белорусской ССР № 918 от 18 декабря был создан Бобруйский областной драматический театр. Художественным руководителем стал К. Стецкий, затем Н. Ковязин.
В 1947 году театр был переведён в Гродно и реорганизован в Гродненский областной драматический театр. А в Бобруйске в это время работали гастролирующие театры, проводились вечера отдыха, концерты и т. д. Здание театра было восстановлено в 1949 году. Только в 1956 году Совет Министров БССР постановил открыть в Бобруйске передвижной колхозно-совхозный театр, который открылся 1 января 1957 года спектаклем по пьесе Я. Купалы «Раскіданае гняздо». Возглавил театр А. Аркадьев. В те годы в театре работали актёры Г. Лавров, Л. Федченко, Т. Бондарчик, Я. Громов, Л. Мацкевич, Е. Говша, Ф. Пухович, Г. Вавуло, Ю. Саевич, В. Деменкова и др. Театр тогда объездил практически всю Беларусь, карта его гастролей даже была показана на ВДНХ в Москве.
В 1962 году театр в Бобруйске был преобразован в музыкально-драматический, который в 1965 году стал называться Могилёвским областным театром музыкальной комедии. В этом качестве он работал до 1970 года и параллельно с музыкальными спектаклями ставились драматические. А в 1970 году в связи с постановлением Совета Министров БССР о создании на его базе Государственного театра музыкальной комедии и переводе его в Минск, театр в Бобруйске был преобразован в областной драматический театр, который с декабря 1977 года стал носить имя уроженца Бобруйщины, зачинателя белорусской национальной драматургии В. И. Дунина-Марцинкевича. Современное здание театра построено в 1978 году.
На базе театра 9 раз проводился Республиканский фестиваль национальной драматургии им. В. И. Дунина-Марцинкевича, собиравший лучшие спектакли по пьесам белорусских авторов.
У театра интересный, разнообразный репертуар, включающий 16 вечерних спектаклей и 15 спектакля для детей. Труппа насчитывает 22 актёра. Особое место занимают актёры, отдающие театру свои силы более 30 лет: Заслуженный артист Республики Беларусь А. Парфенович, Н. Герасименя, Г. Агейкина. В театре много талантливой, перспективной молодёжи, это В. Лебедева, Н. Будник, О. Матвеева, П. Микулик и др.
В разные годы театр в Бобруйске возглавляли режиссёры В. Королько, Ф. Пухович, М. Ковальчик, В. Мухин, Г. Нестер, С. Полещенков, В. Лосовский, Т. Дорогобед, М. Сохарь, П.Микулик, С.Савостин.
В 2023 году главным режиссёром назначен Д.Нуянзин. Кроме главного режиссёра, плодотворно работают очередные — Л. Покревская, Т. Дорогобед, Н. Кашпур.
У театра налажены тесные творческие контакты с театрами Брянска, Калуги, Смоленска, Каменского.